# 코로슈카

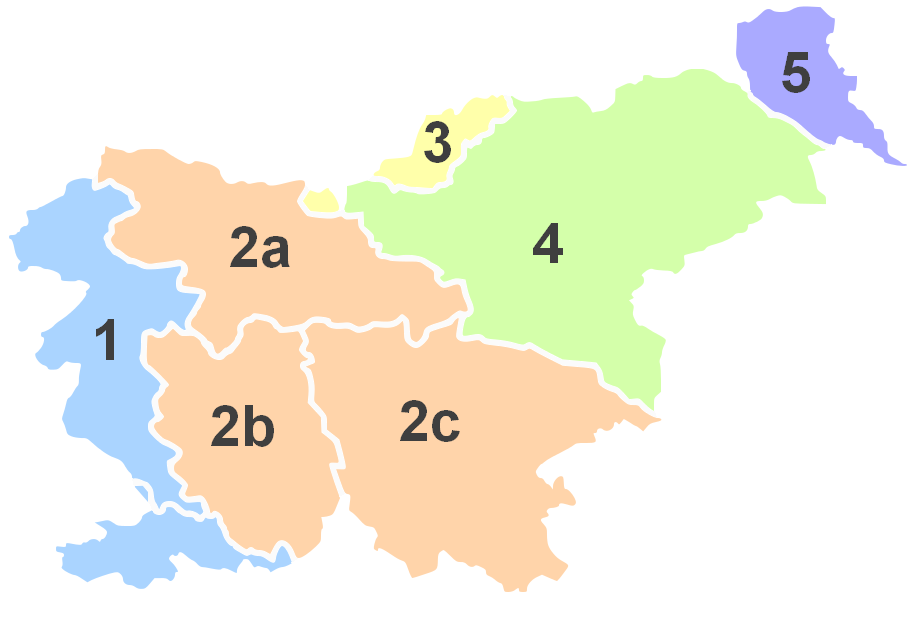
북쪽에서 3번으로 표시된 코로슈카 지방 (노란색)

코로슈카(슬로베니아어: Koroška)는 슬로베니아 북부에 위치한 지방이다. 공식적인 행정 구역 단위는 아니며 흔히 슬로베니아령 카린티아라고 부르기도 한다.
합스부르크 왕가 시대에는 케른텐 공국에 속해 있었으며 1919년 유고슬라비아 왕국이 케른텐 공국 남부 지방을 획득했다.